# Pratt & Whitney JT9D
El Pratt & Whitney JT9D fue el primer motor de reacción de alto índice de derivación en motorizar a un avión de fuselaje ancho. Su uso inicial fue en los Boeing 747-100, los "Jumbo Jet" originales. Fue el primer turbofán de alto índice de derivación de la compañía y también el primero de una larga generación actual de motores turbofán comerciales.

## Diseño y desarrollo

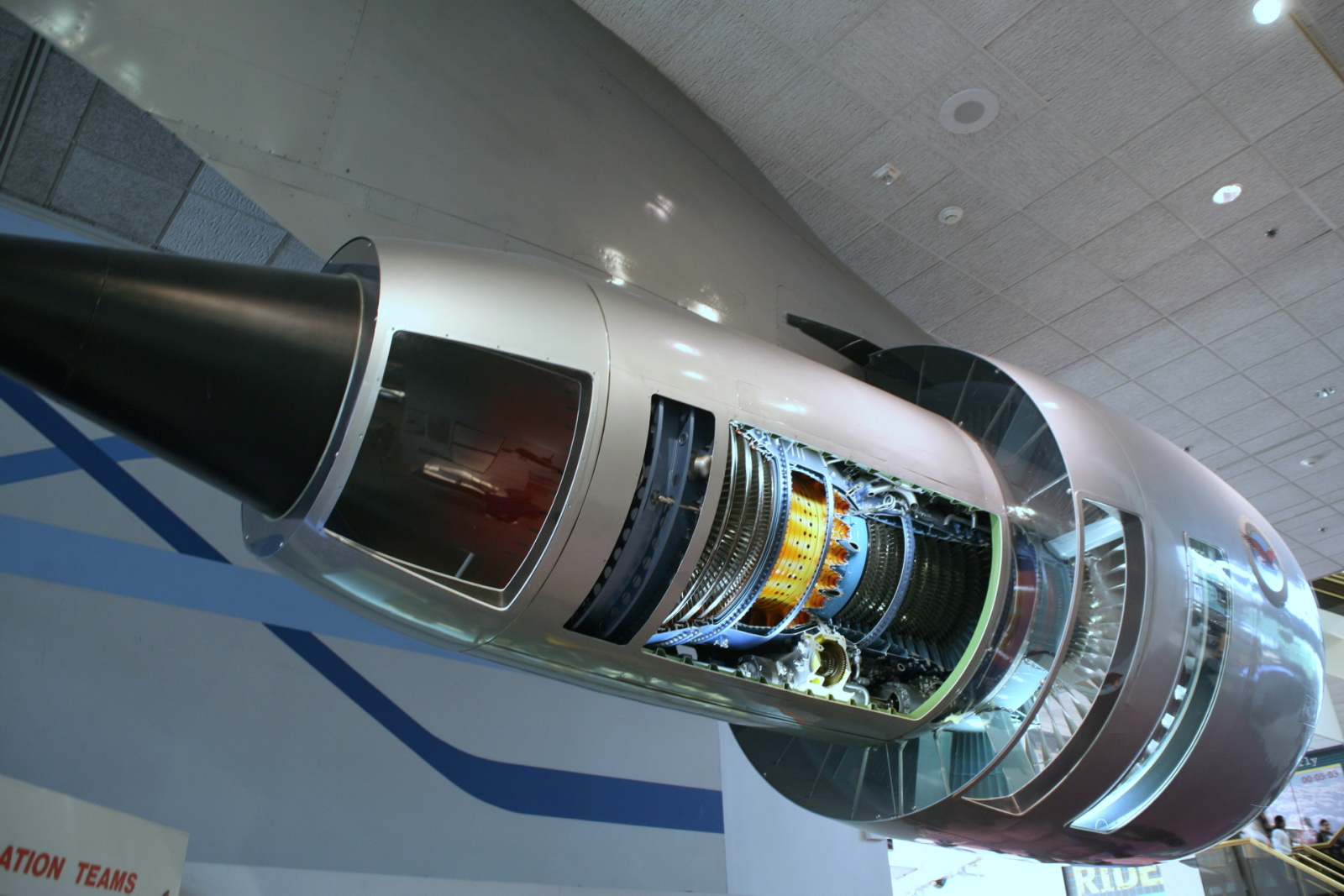
Sección del motor Pratt & Whitney JT9D

El JT9D fue desarrollado como parte de la fase de diseño del C-5 Galaxy, si bien el contrato final de motorización de dicha aeronave fue otorgado a General Electric y su motor TF39. El JT9D fue, sin embargo, elegido por Boeing para motorizar el 747, teniendo lugar el primer vuelo del avión el 9 de febrero de 1969. Los vuelos de prueba del motor habían comenzado en junio de 1968, utilizando un Boeing B-52E como plataforma de pruebas.  
El JT9D-3 que entró en servicio en 1970 fue construido utilizando aleaciones de titanio y níquel. El motor cuenta con un ventilador ("fan") de única etapa, un compresor de tres etapas de baja presión y once etapas de alta presión acoplados a una turbina de alta presión de dos etapas y cuatro de baja presión. Esta versión del JT9D pesaba 3908 kg y producía 19 750 kg de empuje. Su producción cesó en 1990.
El sucesor designado por Pratt & Whitney de la familia JT9D es el PW4000, que presenta menos piezas, mayor resistencia, y un precio de venta menor.

## Aplicaciones
- Airbus A300
- Airbus A310
- Boeing 747
- Boeing 767
- McDonnell-Douglas DC-10

## Especificaciones
|                              | JT9D-3A | JT9D-7 | JT9D-20 | JT9D-7Q/7Q3 | JT9D-59A/70A | JT9D-7R4D/D1 | JT9D-7R4H1 |
| Empuje estático (kg)         | 20 750  | 21 746 | 22 430  | 24 060      | 24 060       | 21 790       | 25 424     |
| Peso del Motor (kg)          | 3908    | 4018   | 3836    | 4219        | 4156         | 4042         | 4034       |
| Longitud (cm)                | 325,6   | 325,6  | 325,6   | 335,5       | 336,8        | 337          | 337        |
| Diámetro del Ventilador (cm) | 234,4   | 234,4  | 234,4   | 237,7       | 237,7        | 237,2        | 237,2      |